# Iegor Popov
Pour les articles homonymes, voir Popov.
Iegor Anatolievitch Popov (en russe : Егор Анатольевич Попов) est un joueur russe de volley-ball né le 3 mars 1991. Il mesure 2,04 m et joue attaquant.

## Clubs
| Club          | De        | À   |
| ------------- | --------- | --- |
| Dinamo Moscou | 2010-2011 | ... |

## Palmarès
- Coupe de la CEV (1)
  - Vainqueur : 2012
- Championnat de Russie
  - Finaliste : 2011, 2012
- Coupe de Russie
  - Finaliste : 2013